# Exoma

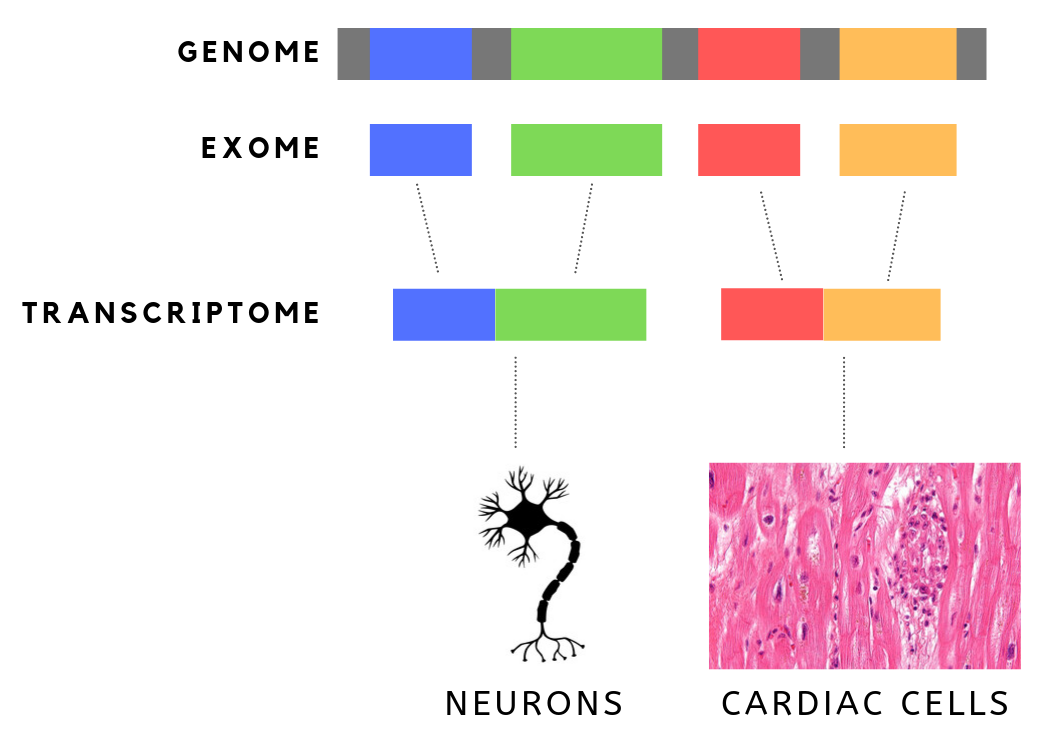
Distinción entre genoma, exoma y transcriptoma.

El exoma es la parte del genoma formado por los exones, es decir, las partes codificantes de los genes que formarán parte del ARN mensajero maduro y, al ser este traducido por la maquinaria celular, darán lugar a las proteínas. Es la parte funcional más importante del genoma y la que contribuye en mayor medida al fenotipo final de un organismo. Aproximadamente, corresponde al 1.5% del genoma humano.

## Exomas secuenciados
Se han secuenciado cientos de miles de exomas y se han secuenciado estadísticas resumidas de algunos de ellos.
Cáncer de esófago (Adenocarcinoma de esófago)